# Klykskrabb
Klykskrabb, Icelus bicornis, är en ovanlig fisk i svenska vatten. Den tillhör familjen simpor (Cottidae) i ordningen kindpansrade fiskar (Scorpaeniformes).

## Beskrivning
Fisken är gul till brun och brunspräcklig. Fisken kan bli upp till 15,5 cm, men vanligtvis blir hanen inte mer än omkring 7 cm och honan 12 cm.
Ögonen är stora, huvudet knöligt. Gällocket har taggar. Fisken har två rader med benknölar på vardera sidan.

## Vanor
Klykskrabben återfinns vanligen nära bottnen på upptill 200 meters djup (Ännu större djup, upp till 900 m, har rapporterats). Födan består av bottendjur som kräftdjur och havsborstmaskar samt småfisk.
Den saknar ekonomisk betydelse.

## Utbredning
Klykskrabben återfinns vid havskuster på norra halvklotet, från arktiska Kanada med Hudson Bay, Ungavabukten och Newfoundland, östra Atlanten med Grönland, Island, Jan Mayen, Spetsbergen, Barents hav, Karahavet samt nordvästra Skandinavien. I svenska vatten påträffas den sällsynt utanför Bohuslän men fortplantar sig troligen inte där.

## Fortplantning
Genitalpapillen är påfallande stor hos hanen, och arten har inre befruktning. Fisken leker under sensommaren till hösten, då hanen uppvisar en ljusröd buk. Honan lägger 150–1 300 ägg.
Internationellt anses arten inte hotad.